# Tình dục trong phim
Tình dục trong phim là sự bao gồm của một thể hiện tình dục trong một bộ phim. Song song với sự phát triển của điện ảnh, việc đưa bất kỳ hình thức tình dục nào vào các bộ phim đã luôn gây tranh cãi. Một số bộ phim chứa cảnh tình dục mà bị các nhóm tôn giáo chỉ trích hoặc đã bị cấm hoặc bị các chính phủ kiểm duyệt hoặc cả hai điều trên. Ở các quốc gia có hệ thống phân loại phim, những bộ phim chứa cảnh sex thường bị phân loại hạn chế người xem. Khỏa thân trong phim có thể được coi là có tính tình dục hoặc không có tính tình dục.
Một bộ phim gợi tình thường là một bộ phim có chất lượng khêu gợi tạo ra những cảm xúc tình dục, cũng như một sự chiêm nghiệm triết học liên quan đến mỹ học của cảm hứng tình dục, cảm giác tình dục và tình yêu lãng mạn. Các cảnh tình yêu, dù là gợi tình hay không, đã được thể hiện trong phim kể từ giai đoạn phim câm của kỹ thuật điện ảnh. Trong khi đó một phim khiêu dâm lại là một bộ phim tình dục mà thường không có được bất kỳ giá trị nghệ thuật nào. Cảnh tình dục đã được trình bày trong nhiều thể loại phim; trong khi ở các thể loại phim khác thì tình dục hiếm khi được miêu tả. Nhiều nam và nữ diễn viên đã thực hiện cảnh khỏa thân/một phần cảnh khỏa thân, cũng như ăn mặc và hành xử theo cách được coi là kích thích tình dục theo tiêu chuẩn hiện đại tại một số thời điểm trong sự nghiệp của họ.